# Kiyomi Kato
Kiyomi Kato (n. 8 martie 1948, Asahikawa, Japonia) este un luptător japonez, medaliat olimpic. A participat la o ediție a Jocurilor Olimpice (1972) în care a câștigat o medalie de aur.

## Participări
Lista de mai jos prezintă principalele competiții la care a participat Kiyomi Kato de-a lungul carierei.
- wrestling at the 1972 Summer Olympics – men's freestyle 52 kg[*]